# Белянин, Валерий Вадимович
Валерий Вадимович Белянин (16 мая 1953, Москва, РСФСР — 20 ноября 2016) — советский и российский музыкант, певец и автор песен. Солист и гитарист ВИА «Пламя» и «Самоцветы». Наиболее известен исполнением песни «Зацветает краснотал».

## Биография
Валерий Белянин родился 16 мая 1953 года в Москве. Отец — Вадим Петрович Белянин (умер, когда Валерию было два года), мать — Владлена Сергеевна Белянина – заслуженный работник культуры РСФСР, более 45 лет работала художником-костюмером в мастерских Большого театра ССР. 
Окончил школу № 811 (1971), Всероссийскую творческую мастерскую эстрадного искусства (ВТМЭИ) (1976), эстрадное отделение Московского областного музыкального училища по классу гитары (1984).
Являлся солистом и гитаристом в вокально-инструментальных ансамблях «Витязи», «Акварели» (1977—1978).
В 1979 году стал солистом и гитаристом ВИА «Пламя».
В составе ВИА «Пламя» в 1987 году дебютировал на «Песне-87» с песней «Краснотал» (О. Иванов — А. Поперечный).
В 1989 году покинул «Пламя».

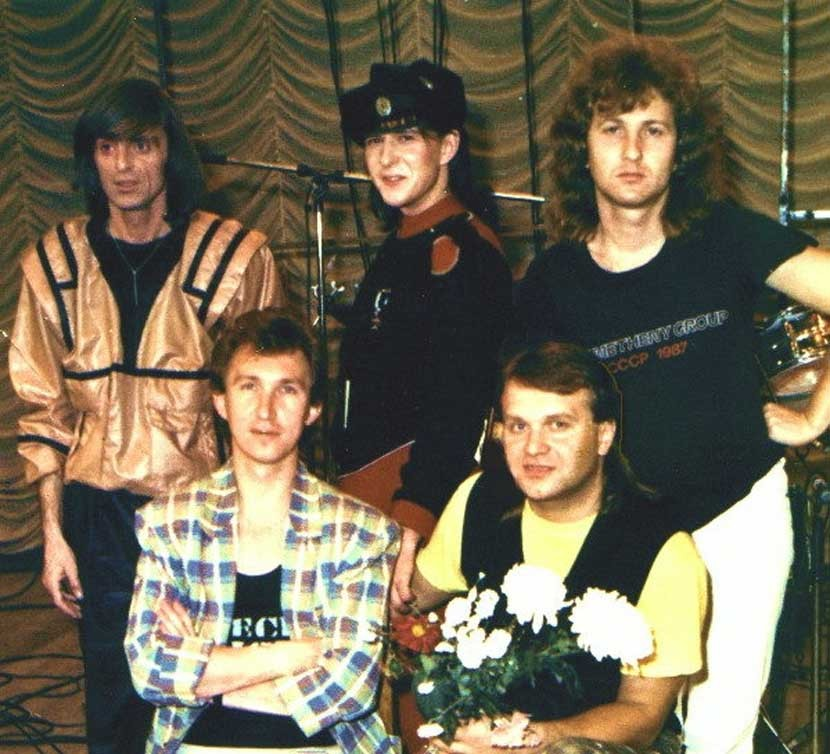
Валерий Белянин в составе ВИА «Пламя». 1980-е годы

В 1991 году записал на Всесоюзной фирме грамзаписи «Мелодия» сольный диск-гигант «Поёт Валерий Белянин».
В 1993 году Ведущий музыкальной программы «Место под солнцем» на радио «Радио-1», был музыкальным обозревателем радио «Свобода», муз. редактор и ведущий музыкальных программ на радио «Резонанс» в 1994—2002 годах.
С 1997 по 2016 год солист и гитарист группы «Самоцветы».
Лауреат премии «Артиада России» (1997).
Умер 20 ноября 2016 года. Причиной смерти называют оторвавшийся тромб. Белянину неожиданно стало плохо с сердцем, приехавшие врачи не смогли помочь. Похоронен на Хованском кладбище.

## Семья
Жена — Ирина Владимировна. Двое детей — сын Денис (1981 г.р.) и дочь Виктория (1988 г.р.).

## Фильмография
- 1979 — Приключения маленького папы

## Образ в художественной литературе
Валерий Белянин в качестве радиоведущего и музыкального редактора изображён под своим именем в книге Андрея Гусева «Role Plays в зрелом возрасте».